# Hartland (Nowy Jork)
Hartland – miasto w Stanach Zjednoczonych, w stanie Nowy Jork, w hrabstwie Niagara.